# Willmeroth (Königswinter)
Willmeroth ist ein Ortsteil der Stadt Königswinter im nordrhein-westfälischen Rhein-Sieg-Kreis. Er gehört zum Stadtteil Eudenbach und zur Gemarkung Berghausen, am 30. September 2022 zählte er 169 Einwohner.

## Geographie
Willmeroth liegt drei Kilometer östlich des Ortszentrums von Oberpleis und einen Kilometer nordwestlich von Eudenbach auf einer Anhöhe am Nordrand des Staatsforstes Siegburg. Die umliegenden Orte sind Bennerscheid im Norden, Eudenbach im Südosten und Berghausen im Westen. Unmittelbar südlich von Willmeroth liegt der Basaltsteinbruch Hühnerberg der Rheinischen Provinzial-Basalt- u. Lavawerke GmbH. Die nächstgelegene Großstadt ist Bonn.
Durch den Ort führt von Eudenbach kommend die Landesstraße 330, von welcher vier weitere Dorfstraßen und -wege abzweigen, und welche im weiteren Verlauf in die Landesstraße 268 nach Oberpleis einmündet. 
Willmeroth liegt zwischen Siebengebirge und den Ausläufern des Westerwalds. Im Süden von Willmeroth entspringt der Dollenbach, welcher bei Hanfmühle in den Hanfbach mündet.